# Takashima (Nishisonogi)
Takashima (jap. 高島町, -chō) war bis 2005 eine eigenständige Kleinstadt im Landkreis Nishisonogi,  Präfektur Nagasaki. Sie bestand aus den Inseln Takashima und Hashima vor der Küste nahe der Stadt Nagasaki.
Am 4. Januar 2005 wurde die Stadt Takashima, zusammen mit Iōjima, Kōyagi, Nomozaki, Sanwa und Sotome – alle aus dem  Landkreis Nishisonogi – nach Nagasaki eingemeindet.
Im Jahr 2003 hatte die Stadt eine Grundfläche von ca. 1,34 km² und etwa 790 Einwohner.